# Sport Vereniging Jong Rambaan
Sport Vereniging Jong Rambaan é um clube de futebol surinamês sediado em Paramaribo no Suriname.
Disputa o Campeonato Surinamês de Futebol.